# Lillemor Råholm
Lillemor Alice Birgitta Råholm, född 1940 i Kolbäck, Västmanlands län, är en svensk målare. 
Hon är mor till Thomas Råholm. Hon studerade konst privat för Olle Strandberg på 1960-talet och vid Västerås konstskola på 1970-talet. Separat har hon ställt ut på ett flertal platser i Västeråstrakten samt på Klostergalleriet i Stockholm och Mora kulturhus. Som illustratör har hon bland annat illustrerat Maiken Lindberg-Murens diktsamling Luddiga hopp och lakoniska tankar. Hennes konst består av porträtt, fantasimotiv och landskap utförda i olja eller akvarell. 